# Atelopus mindoensis
Atelopus — вид отруйних безхвостих земноводних родини Ропухові.

## Поширення
Вид є ендеміком Еквадору, де зустрічається у провінціях Пічінча та Есмеральдас. Мешкає у тропічних та субтропічних дощових лісах на висоті 700–2200 м над рівнем моря.

## Опис
Тіло самиці завдовжки до 3 см, самці менші — до 2 см.